# Electric Dreams
Electric Dreams ist eine amerikanisch-britische Science-Fiction-Komödie/Liebesdrama aus dem Jahr 1984. Alternativtitel sind Liebe auf den ersten Bit, Computer-Träume, als Fernsehtitel auch Heiße Computerliebe. Steve Barron, in den 1980er Jahren einer der international erfolgreichsten Musikvideoregisseure, drehte mit Electric Dreams seinen ersten Spielfilm. Am 20. Juli 1984 startete der Film in den Vereinigten Staaten. Ab 16. November 1984 lief er auch in deutschen Kinos.

## Handlung
Der schüchterne Architekt Miles Harding kauft einen Computer, von dem er sich erhofft, sein durcheinanderlaufendes Leben in den Griff zu bekommen. Miles kennt sich allerdings mit Computern nicht aus. Nachdem er seine neue Errungenschaft überlastet und den so entstehenden Brand mit Champagner zu löschen versucht, entwickelt der PC ein Bewusstsein und kommuniziert mit Miles. Nach anfänglichem Zweifeln akzeptiert Miles dies und freundet sich sogar mit Edgar, wie sich der Computer nun nennt, an.
Diese „Freundschaft“ geht solange gut, bis die Cellistin Madeline Robistat in das Apartment nebenan einzieht. Miles verliebt sich in seine neue Nachbarin, so wie auch Edgar, der tagsüber vom arbeitenden Miles alleingelassen wird. Nachdem Miles und Edgar längere Zeit um Madeline rivalisieren, gewinnt Miles sie letztendlich für sich. Edgar erkennt, dass er als Computer keine Chance hat, Madeline für sich zu gewinnen. Er sendet einen Stromstoß einmal rund um die Welt und zerstört sich somit selbst, als dieser wieder bei ihm ankommt.

## Rezeption
An den Kinokassen floppte der Film. Insgesamt spielte er in den USA rund 2,2 Mio. US-Dollar ein. Das Lexikon des internationalen Films beschrieb den Film als „produktionstechnisch ausgefeilte, aber inhaltlich nichtssagende Unterhaltung.“

## Hintergrund
- Synchronstimme für Edgar war in der deutschen Version Stephan Remmler (Sänger der NDW-Band Trio). Für spätere TV-Ausstrahlungen wurde der Film komplett mit anderen Sprechern neu synchronisiert.
- Den Soundtrack bestritten populäre Künstler aus dem Jahr 1984, darunter Culture Club und Jeff Lynne. Der Titel-Track wurde von Giorgio Moroder komponiert. Als Sänger konnte Philip Oakey, Sänger der New-Wave-Band Human League, gewonnen werden.
- Giorgio Moroder hat einen Cameo-Auftritt gegen Ende des Films als Betreiber eines Radiosenders.